# ان(۶)-کربوکسی متیلیسین
ان(۶)-کربوکسی متیلیسین (به انگلیسی: N(6)-Carboxymethyllysine) با فرمول شیمیایی C8H16N2O4 یک ترکیب شیمیایی با شناسه پاب‌کم 123800 است. که جرم مولی آن ۲۰۴٫۲۲۴ گرم بر مول می‌باشد. 